# 反捕鯨
反捕鯨（Anti-whaling）とは、海洋保護を求めて局地的または世界的に様々な形態の捕鯨を終わらせようとする人たちによって取られる行動のことを指し示す。そのような積極行動主義は、たいていの場合は商業捕鯨、調査捕鯨、および生存捕鯨を行う捕鯨賛成国や組織との特定の衝突に対応する。反捕鯨派の中には、暴力的な直接行動を含む極端な手法に対して批判と訴訟を受けているものもある。反捕鯨という用語は、これらの行動に関連する信条や活動について説明するために用いられることもある。

## 歴史
反捕鯨行動主義は他の形の行動主義や環境意識（environmental awareness）に比べて短い歴史を持つ。環境団体の初期のメンバーは20世紀に世界中の捕鯨に抗議することを始めた。これらの行動は、捕鯨業の大規模な成長によるクジラの減少に直接反応した。1946年に、国際捕鯨委員会（IWC）は、「鯨資源の適切な保護に備える」ために世界の14の捕鯨国によって設立された。

### 初期の保護
その後数年の間に、反捕鯨ロビーはIWCに足場を確保し、大衆の支持は成長した。1966年に、漁業及び公海の生物資源の保存に関する条約（Convention on Fishing and Conservation of Living Resources of the High Seas）は世界の海洋保護における第一歩をとった。この国際協定は、とくに鯨を含む海洋生物の乱獲に反対するために設計された。
1972年に、アメリカ合衆国は、特に天然資源の管理と保護への生態系の研究方法を求める法律の第1条として海洋哺乳類保護法（Marine Mammal Protection Act）を可決した。この法律は海洋哺乳類の狩猟と殺生を禁止し、合衆国内で海洋哺乳類のパーツや製品に加え、あらゆる海洋哺乳類の輸入、輸出、および販売のモラトリアムを制定する。同年、合衆国は、海洋保護･調査･保護区法（Marine Protection, Research and Sanctuaries Act）を制定し、海洋保全地域プログラム（United States National Marine Sanctuary）を設立した。
環境団体グリーンピースは1970年代前半にシエラクラブの分枝として結成した。1975年にグリーンピースは、世界中の鯨船隊に盛大に対決することによって、最初の反捕鯨キャンペーンを始めた。2年後にグリーンピースのメンバーの分派が特に直接行動の急進的な方法を用いて海洋生物を保護するためにシーシェパードを結成した。

### 捕鯨の禁止

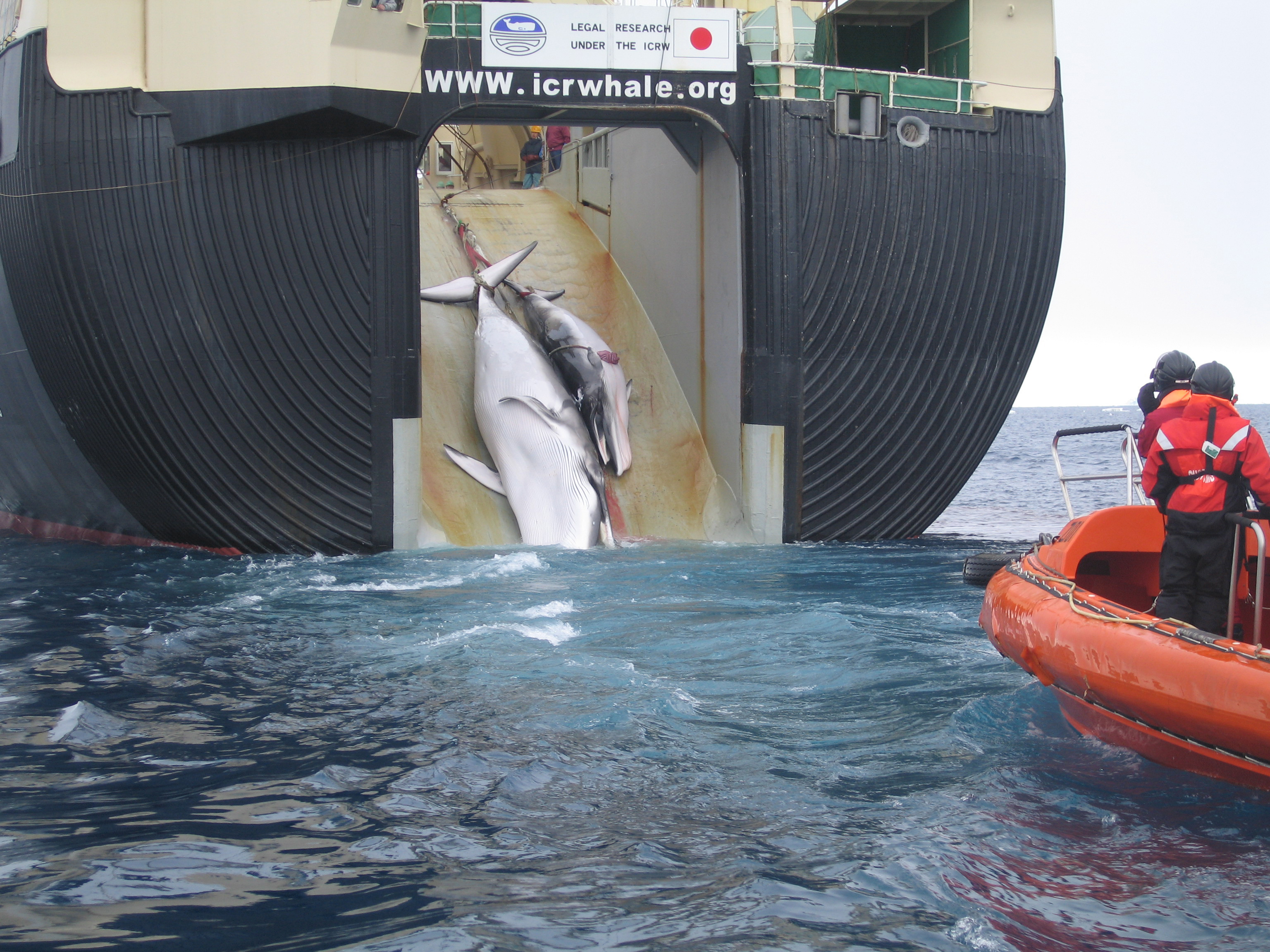
南極海での日本の調査捕鯨を撮影し、証拠集めをするオーストラリアの税関。2008年

加盟国からの増加する圧力の後、1979年に、IWCは実質的な保全対策としてインド洋鯨サンクチュアリ（Indian Ocean Whale Sanctuary）を制定した。3年後の1982年に、IWCは、商業捕鯨の一時禁止（1986 moratorium）を採択した。このモラトリアムは1986年に施行され、調査捕鯨は認められた。日本が研究計画の援助のもとに鯨の狩猟を再開したとき、いくつかの反捕鯨国と組織は継続的商業捕鯨のためのモラトリアムの抜け穴を批判した。
1994年、IWCは南極における繁殖地の鯨を保護するために 南極海鯨サンクチュアリ（Southern Ocean Whale Sanctuary）
を設置した。1998年に、さらに2つの聖域（サンクチュアリ）が反捕鯨国によって提案されたが、それらはIWCで十分な票を獲得しなかった。

### 現代の対立
過去10年を通して、捕鯨賛成国と捕鯨反対国がIWCで議論や審議する間に、民営の活動家は商業捕鯨に対する幅広い抗議運動を組織した。なかでも、グリーンピースとシーシェパードは、ノルウェー、アイスランド、および日本によって行われた捕鯨に対して直接行動のキャンペーンを別個に続けている。その両方は、また、関心を高めるためのメディアキャンペーンと他の公的なアウトリーチの指揮を執っている。

## 生存捕鯨

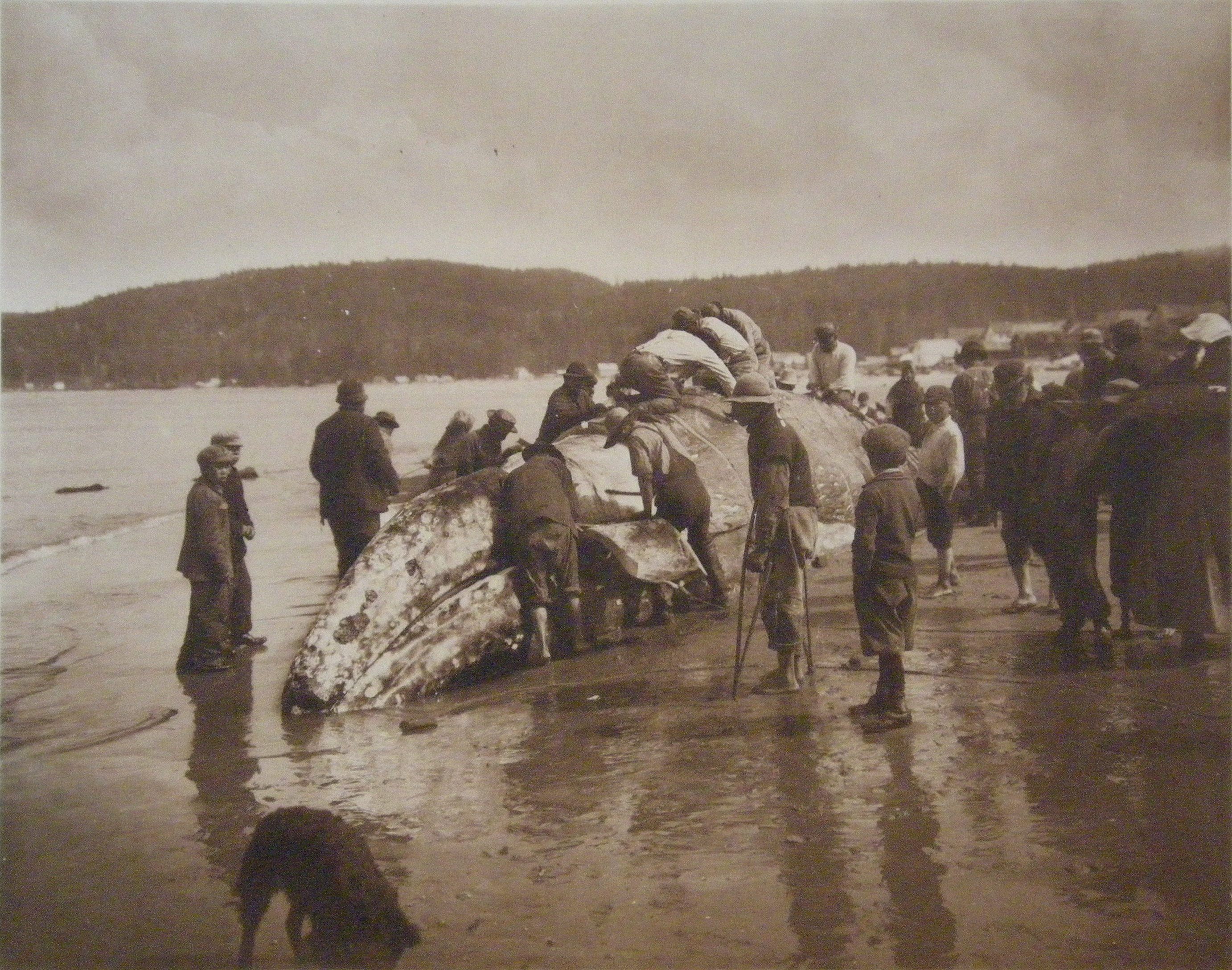
1910年に撮影されたマカ族による鯨の解体。

シーシェパードによる、生存狩猟に対する妨害行為がいくつか存在する。マカ族の人々が伝統的な狩猟（マカー族の捕鯨）を蘇らせようとしたとき、シーシェパードは複数の「追跡ボート」でそれを妨害した。一方、グリーンピースはシーシェパードと異なる立場をとり、マカ族のような集団による捕鯨文化の復活は問題ではないとした。グリーンピースはすべての商業捕鯨に反対し、それらは決して持続可能ではないと主張しているが、先住民による持続可能な生存捕鯨には反対しないと述べている。そして捕鯨に代わる経済活動としてホエールウォッチングを促している。

## 組織・人物
次の組織、人物は反捕鯨活動を参加または支持している。

### 組織

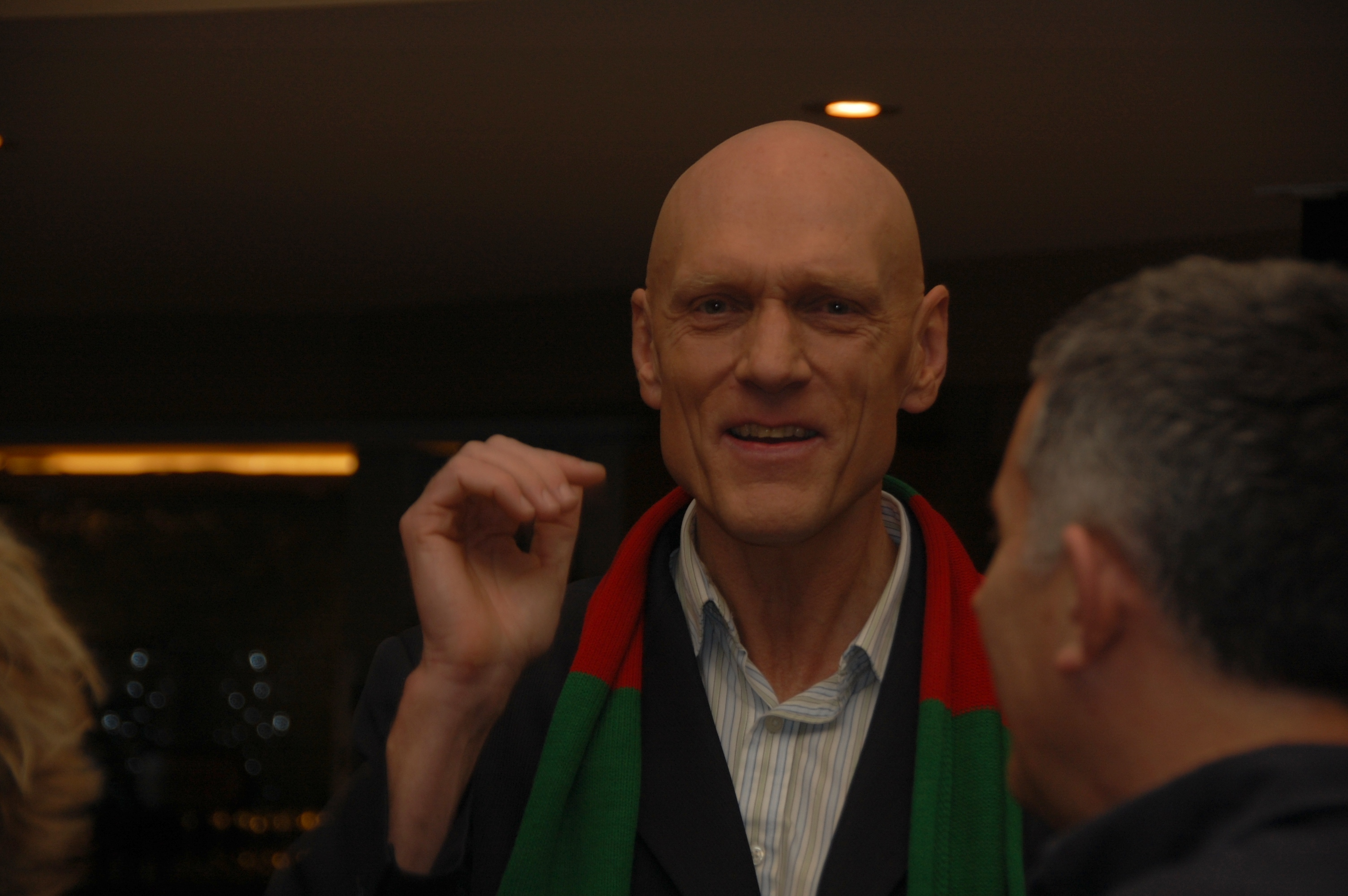
ピーター・ギャレット

- グリーンピース (NGO)

- シーシェパード
- シエラクラブ[要出典]
- Whalewatch[11]
- 世界自然保護基金[12]

### 人物
- ピーター・ギャレット - ミッドナイト・オイルの元ボーカルで、世界的な反捕鯨主義者として知られ、2007年11月よりオーストラリアの環境・国家遺産・芸術大臣を勤めている。

## 方法と戦術
反捕鯨行動は環境問題活動（environmental activism）と海洋保護（Marine conservation）の両方の一部である。表現形式は、メディアおよび政治を通じて、デモンストレーション、直接行動、アウトリーチとしての抗議活動を含むが、これだけに限らない。

### 抗議活動
反捕鯨行動主義の最も目立つ表現がしばし抗議の公衆のデモ活動である:人々の集団による非暴力行動、その範囲は簡単な表示の看板から、横断幕、ピケッティング、デモ行進、集会（大会）にまで及ぶ。また、通常これらは直接行動であると考えられるが、封鎖や座り込み（Sit-in）などのアクションもデモ活動と呼ぶ場合がある。
直接行動は、通常の社会的/政治手段の外側で反捕鯨を目標として達成するために、個人、集団、または政府によって行われる活動である：商業的かどうかにかかわらず、捕鯨に従事すると見なされる人や集団、あるいは財産を標的とした非暴力、および暴力活動などである。非暴力的な直接行動の例には、ストライキ、封鎖、職場占拠、座り込みと落書きが含まれる。暴力的な直接行動には、サボタージュ、ヴァンダリズム、襲撃・脅迫（Assault）、および殺人が含まれる。直接行動は時々市民的不服従の形をとるが、あるもの（例えばストライキ）は刑法にいつも違反するというわけではない。
尚、これらの抗議活動や後述のロビー活動で訴えるというのは、欧米の市民運動では、特段珍しい事ではないのだが、抗議を受ける側の捕鯨国である日本にはそういう文化がないので、過激に映るという指摘もある。また、この抗議活動は基本的に支持者にアピールする為のものであり、抗議の様子の映像の撮影の際にはかなり演出が加わっており、支持者に共感を得やすい感情論であることが多い反面、反捕鯨団体がその感情論を公の場で捕鯨の反対の理由にしてはいない にも拘らず、額面どおりに受け取った日本の論者は、後述の「対立の構図」に見られるように反捕鯨の真の目的に感情論に基づく「鯨の擬人化」を挙げている。また、保全生態学においては人気がある動物をフラッグシップ種として扱い、全体の保護の為に一部の人気のある動物（鯨のほかには、ジャイアントパンダなど）を前面に押し出す手段もまた珍しいものではない（保全生態学#保全生態学用語も参照）が、日本においては馴染みがないため、論者からは「鯨の神聖視」に繋がるものとして論じられる。

### アウトリーチ
抗議はしばし反捕鯨活動の宣伝につながる一方で、一般の認識を立ち上げるより直接的な方法がある。メディア・アクティビズム（Media activism）は、社会運動のためにメディアと通信技術を用い、および／または、メディアとコミュニケーションに関連する政策を変えようと試みる。ウェブサイト、会報、実施要請、パンフレット、本、講演ツアー、集会と大量メールは、すべてアウトリーチの努力の例である。
変化に影響を与える他のより正式な方法は政治運動、外交、交渉であり、ロビー活動は、政府(グループまたは個人において)によってなされる決定に影響を及ぼす方法である。これは、他の国会議員、有権者、または組組織化された団体かどうかにかかわらず、国会議員と職員に影響を及ぼすあらゆる試みが含まれる。

## 対立の構図
青森公立大学の丹野大教授によると、社会科学的方法を用いたデータ分析の結果、反捕鯨問題には暗黙的日本叩き（Implicit Japan-Bashing）の存在が認められ、米露など自国の捕鯨には比較的寛容だが、諸民族の中でも日本人の捕鯨に最も強く反対しているなどの特徴が見られており、反捕鯨意識を高める要因として、他民族の文化を認めようとしない文化帝国主義、鯨の擬人化、動物権の保護などを挙げている。財政上の理由から、環境団体は常にキャンペーン用の対照を必要としており、反捕鯨運動が抗議ビジネスと化しているのではないかとの指摘もある。実際問題として、海外輸出に依存している多くの日系企業が献金せざるを得ない状況に追い込まれたとの指摘がある。
一方、ベルギーのルーヴェン・カトリック大学の日本学を専攻とする捕鯨問題研究によると、学者は科学的不確実性とそれに関連した予防原則がIWCの行き詰まりの一因と主張していると指摘している。

## 関連記事
- Marine conservation activism - 海洋と海における生態系の保護と保存のための経営戦略の領域で、社会的・政治的な変化を引き起こすための非政府組織と個人の取り組み
- 捕鯨問題 - 捕鯨を許可すべきかどうかに関する国際環境と倫理の論争
- Conservation - 自然界の健康の保持を主要な焦点にした資源利用・配分・保護の倫理
- ナチズムと環境保護 - 近代世界で初めて動物愛護法を制定